# 恋愛リベンジ
『恋愛リベンジ』（ラブリベンジ）は、DE@Rより2014年7月25日に発売されたPC用ゲームソフト。
またテイジイエル企画→エンターグラムよりPlayStation Vita版が2015年10月29日に、PlayStation 4版が2015年12月17日に発売された。

## あらすじ
楠ノ木優希は恋人とひどい別れ方をして落ち込んでしまい、異性に恐怖心を抱いていた。
ある日、自分の住む地域が「恋愛推進条例」を始めた結果、「恋愛指定都市」と化し、男女の恋仲を発展させる『恋戦イベント』まで開かれた。
困り果てた優希はこの機会を生かして自らを変えるべく、周囲の人間の協力を取り付け、新たな恋を見つけようと奔走するのであった。

## 登場人物
声は特筆がない限り、アダルトゲーム版・PS Vita/PS4版の順番

### 主人公
楠ノ木 優希（くすのき ゆうき）
本作の主人公で香月学園の生徒。

### メインヒロイン
鈴白 鈴（すずしろ りん）
声 - 橘まお / 中村麻未
優希の同級生。いわゆるツンデレだが、優希とは異性が苦手であるという悩みを共有している。
柊 ほのか（ひいらぎ ほのか）
声 - 春海ほのか / 鳥野ゆうみ
優希の幼馴染で、鈴の親友。優希のことをゆきくんと呼んで慕っており、彼の元恋人を嫌っている。小動物を思わせる性格だが、かなりの食いしん坊。
葉桜 恋歌（はざくら れんか）
声 - 篠原ゆみ / 南月悠奈
香月学園の生徒会長で、優希にとっては一学年上の先輩にあたる。優希がきちんと会話できる存在。優希のことを気に入っており、よく追いかける。
リエル＝アンダーソン
声 - あじ秋刀魚 / （同左）
世界的企業・アンダーソンCP社長にして、恋愛推進条例の立役者。幼い容姿が特徴で、生意気ながらも憎めない人物。

### サブキャラクター
玖珂 エリカ（くが エリカ）
声 - 平野響子 / 藤本教子
リエルにかしずくメイドの一人。落ち着いた物腰と忍者のような俊敏さが特徴。人の弱みを書いた「脅迫リスト」という小冊子を携帯しており、弱みをなかなか見せない相手は苦手。
玖珂 ユズハ（くが ユズハ）
声 - ヒマリ / 朋永真季
リエルにかしずくメイドの一人。暴力的な言動と趣味が特徴であり、恋愛の知識は少女マンガで得た程度だが、女性的な人物でもある。
浅桐 千里（あさぎり せんり）
声 - 鈴音華月 / 飯野ユウ
優希の一学年上の先輩で、恋歌の親友。学園の王子様の異名を持つ。ロボット工学に関しては天才的な頭脳の持ち主。
薊 大河（あざみ たいが）
声 - 霧雨朱璃 / 佐伯慎
優希の親友。母親の傍若無人さを見て育ってきており、異性に対してはあまり期待していない。年上の女性を扱うのがうまいため、嫌々ながらも木春をよく慰めている。
楠ノ木 たつき（くすのき たつき）
声 - 東かりん / 平山縁
優希の妹。ブラコンだが、兄に拒絶されると快感を感じてしまうというマゾヒストでもある。
九重 九十九（ここのえ つくも）
声 - 唯香 / （同左）
たつきの友人で、彼女のことをとても気に入っている。テンションが高く頭が悪い。
椿 木春（つばき こはる）
声 - 藤森ゆき奈 / 高橋かな
優希たちのクラスの担任教師。かわいらしい性格だが、性格に難があるため、結婚できずにいる。
茅萱 礼（ちがや れい）
声 - 沖田かずひろ / 幸本たつと
木春の飲み友達である教師。授業をさぼっては喫煙するため教師失格とみなされている一方、担当以外の授業を受け持つ機会が多く、授業内容の面白さが生徒たちの間で評判になっている。
竜胆 杏珠（りんどう あんじゅ）
声 - 秋野美玲 / 三井美代子
優希の同級生兼友人。優希がかつて通っていた道場の跡取り娘で、喧嘩好きな性格もあって学園の番長とみなされているが、かわいいもの好きの一面ももつ。
香月 あやめ（こうづき あやめ）
声 - 葉市憂 / 金子未佳
喫茶店みるきーうぇいの店長。かわいらしい見た目で人気が高いが、実は男性。
葛原 涼太（くずはら りょうた）
声 - 花京院秋法 /（同左）
香月学園生徒会長。恋歌のせいで影が薄いが、仕事はできるため生徒会役員から信頼されている。
小清水 桐人（こしみず きりと）
声 - 八汐優 / 西村健志
優希の友人。気の強い姉に翻弄されたため、異性が苦手。
小清水 百合（こしみず ゆり）
声 - 東かりん / 平山縁
桐人の姉。三男二女の長女であり、忙しい母に代わり家事を切り盛りしている。
Leir（レイア）
声 - あじ秋刀魚 /（同左）
優希のネット友達で、恋人と別れ引きこもっていた優希を支え、社会復帰できるようにした。
鈴白 葵（藍沢 蘭）（すずしろ あおい（あいざわ らん））
声 - 水霧けいと /（同左）
優希が女性を苦手になった原因を作った張本人。売り出し中のアイドルにして鈴の姉。

## スタッフ
- 原画 - クロノミツキ
- SD原画 - すずのね
- 企画・シナリオ - 十塚和
- 音楽 - 仁堂敦 (Jumble Records)、Terry Chandler（神無月.com）、MaRiBuRu

## 主題歌
オープニングテーマ（PC版、PS Vita版共通）
「Love Revenge!」
作詞 - Ayumi. (Astilbe x Arendsii) / 作・編曲 - 柳英一朗 (Astilbe x Arendsii) / 歌 - Astilbe x Arendsii
エンディングテーマ（PC版）
鈴白鈴 エンディングテーマ「Love me do」
作詞・作編曲 - 仁堂敦 (Jumble Records) / 歌 - 橘まお
柊ほのか エンディングテーマ「just for You」
作詞・作編曲 - 仁堂敦 (Jumble Records) / 歌 - 春海ほのか
葉桜恋歌 エンディングテーマ「Touch my heart」
作詞・作編曲 - 仁堂敦 (Jumble Records) / 歌 - 篠原ゆみ
リエル＝アンダーソン エンディングテーマ「love with You」
作詞・作編曲 - 仁堂敦 (Jumble Records) / 歌 - あじ秋刀魚